# Stabben fyr
Stabben fyr er et ledefyr, som står på en holm ved indsejlingen til Florø i Flora kommune i Vestland fylke i Norge.
Fyret blev sat i drift i 1867. Fyrbygningen står på en høj gråstensmur og har et lavt tagtårn. Tårnet blev bygget højere i 1905, og der blev indsat et linseapparat af 4. orden, som stadig er i brug. Fyrstationen består af selve fyrbygningen, et bådehus og en landingsplads, som ligger tæt samlet på den lille holm. I 1975 blev fyret automatiseret og overgik til ubemandet drift.
Stabben fyr er et af de mest særprægede i landet, og bygningerne dækker næsten hele holmen. På grund af dette er fyret fredet efter "lov om kulturminner".